# Самбурупітек
Самбурупітек (Samburupithecus Ishida & Pickford, 1997) — великий викопний вузьконосий примат, що мешкав на території сучасної Кенії в середині пізнього міоцену. Систематика самбурупітека остаточно не визначена: раніше його часто відносили до гомінідів (Hominidae), сьогодні побутує думка, що це пізній проконсулоїд (Proconsuloidea). У роді 1 вид — самбурупітек кіпталамі (Samburupithecus kiptalami Ishida & Pickford, 1997).

## Історія відкриття
Єдині відомі на сьогоднішній день викопні рештки самбурупітека — фрагмент правої частини верхньої щелепи з трьома молярами, двома премолярами і альвеолою (KNM SH 8531). Знахідка зроблена в горах Самбуру-Хіллз на півночі Кенії, у відкладеннях гори Намурунгуле (місцезнаходження SH 22) на початку 1980-х років. За даним матеріалом в 1997 р. Хідемі Ішідою і Мартіном Пікфордом був описаний новий вид — Samburupithecus kiptalami.
Вік самбурупітека оцінюється приблизно в 9,6-10,7 млн років (тортонський вік).

## Морфологія і спосіб життя
Самбурупітек мав великі розміри, його маса досягала близько 60 кг. Ймовірно, цей примат пересувався на всіх чотирьох кінцівках і вів переважно наземний спосіб життя. Морфологія самбурупітека зберігає багато примітивних проконсулоїдних рис. Для нього характерна низько розташована широка вилична кістка, прямий альвеолярний відросток, сильно нахилений край носової апертури і значний за обсягом верхньощелепний синус. Піднебіння зігнуте сильніше, ніж у великих міоценових мавп (Proconsul, Morotopithecus і Afropithecus), але не настільки виражено, як у гомінідів (Gorilla, Pan і Homo). У будові зубного апарату відзначається потовщення емалі з високим рельєфом, бугорчатозубість коронок і наявність у премолярів трьох коренів. Особливо незвична наявність глибоких і вузьких розколин між високими горбиками на коронках молярів — ймовірно, результат тривалого розвитку якоїсь спеціалізації. Швидше за все, самбурупітек був всеїдним.

## Екологія
Аналіз палеоекологічних даних дозволяє припустити, що самбурупітек населяв лісисті ділянки, оточені саваною. У спільних з ним шарах виявлено значну кількість викопних решток різноманітних копитних, даманів, хоботних, гризунів, а також м'ясоїдних.

## Еволюційні зв'язки
Фрагментарність виявлених залишків самбурупітека робить складним встановлення його систематичного положення і можливих еволюційних зв'язків у середовищі інших вузьконосих мавп. На відміну від багатьох інших міоценових приматів, кутні зуби самбурупітека подовжені в передньозадньому напрямку. На думку деяких учених, ця морфологічна риса може пов'язувати його з гомінідами (Hominidae). Все ж більшість дослідників на сьогоднішній день вважає, що морфологія самбуропітека вказує на його належність до примітивнішої групи — проконсулоїдів (Proconsuloidea), одним з найпізніших і спеціалізованіших представників, яких він був. Деякі спільні з горилою (Gorilla) морфологічні риси, що відзначаються деякими авторами, можуть пояснюватися якраз не еволюційним зв'язком, а подібною спеціалізацією цих двох приматів. Більшу ясність в дане питання могли б внести нові знахідки викопних решток самбурупітека.